# Hołownica
Hołownica (ukr. Головниця) – wieś na Ukrainie w rejonie koreckim obwodu rówieńskiego.
Wieś włości koreckiej, własność Joachima Koreckiego w 1577 roku. Na przełomie XVI i XVII wieku położona była w województwie wołyńskim.

## Zabytki
- rezydencja - pod koniec XIX w. w Hołownicy znajdowała się ładna rezydencja właścicieli wsi oraz ogród ze 100-letnimi drzewami[2].